# ایتالیا در المپیک تابستانی ۱۹۳۶

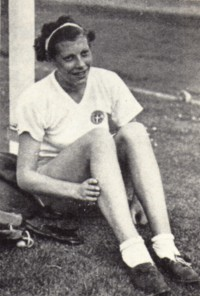
در این دوره تنها دو کشور آلمان و اسپانیا کاندید میزبانی مسابقات المپیک بودند که سرانجام آلمان با کسب ۴۳ رأی در مقابل ۱۶ رأی اسپانیا توانست میزبانی این دوره را از آن خود کند

ایتالیا در بازی‌های المپیک تابستانی ۱۹۳۶ که در شهر برلین آلمان نازی برگزار شد، کاروان ایتالیا با ۲۴۳ ورزشکار در این رقابت‌ها شرکت کرد و موفق به کسب ۲۲ مدال (۸ طلا، ۹ نقره، ۵ برنز) شد. در جدول رتبه‌بندی توزیع مدال‌ها، ایتالیا در ردهٔ ۴ مسابقات قرار گرفت.

## دوچرخه‌سواران
رقابت انفرادی جاده
- پیرینو فاوالی
- گلائوکو سروادی
- کورادو آردیتزونی
- الیو باووتی

رقابت تیمی جاده
- پیرینو فاوالی
- گلائوکو سروادی
- کورادو آردیتزونی
- الیو باووتی

اسپرینت
- بندتو پولا

تایم تریل
- بندتو پولا

تاندم
- برونو لواتی

تعقیبی تیمی
- بیانکو بیانکی
- ماریو جنتیلی
- آرماندو لاتینی
- سئورینو ریگونی